# Exklusionist
Ein Exklusionist  ist eine Person, die aktiv Exklusion betreibt, um Dritte von dem Zugriff auf Informationen, Ressourcen und Entwicklungschancen abzuhalten. Es handelt sich um eine politische Haltung und keine Krankheit. Diese Aktivitäten wirken den Inklusionsanstregungen entgegen.

## Dimensionen der Einflussnahme

### Individuell
Ein Exklusionist kann Einfluss auf die Möglichkeiten Dritter nehmen. Beispiele für exklusionistische Handlungen auf individueller Ebene:
- Entwicklungsbegrenzung: Ein Individuum könnte bewusst versuchen einem anderer Individuum Informationen und Zusammenhänge vorzuenthalten, absichtlich falsche Darstellungen machen oder gezielte Bemühungen unternehmen, um gesellschaftliche oder berufliche Entwicklungschancen zu begrenzen.
- Soziale Ausgrenzung: Ein Individuum könnte bewusst versuchen, den Zugang eines anderen Individuums zu sozialen Kreisen zu verhindern oder aus sozialen Gruppen auszuschließen.
- Diskriminierung: Individuelle Diskriminierung kann sich in stiller Ablehnung oder Form von beleidigenden Kommentaren, abwertenden Gesten oder ungerechtfertigter Kritik äußern.
- Cyber-Mobbing: Exklusionistisches Verhalten kann auch online auftreten.
- Beziehungsausschluss: In persönlichen Beziehungen kann ein Partner versuchen, den anderen emotional oder physisch auszuschließen.

### Gesellschaftlich
Sind Exklusionisten auf der hohen Politik aktiv, kann deren Aktivität Einfluss auf die ganze Gesellschaft haben. Beispiele für politische Handlungen oder Strategien, die dazu führen könnten, dass bestimmte Gruppen benachteiligt oder ausgeschlossen werden:
- Nationalstaatsgründung: Durch die Gründung von Nationalstaaten und die Aufnahme von internationalen Beziehungen wird die inklusive Sicht der Menschheit als Einheit verdrängt. Seit dem 15. Jahrhundert hat das Völkerrecht in Europa Einzug gehalten.[1]
- Diskriminierende Gesetzgebung: Die Einführung von Gesetzen, die bestimmte Gruppen benachteiligen oder diskriminieren. Dies könnte sich auf Bereiche wie Herkunft, Rasse, Geschlecht, Religion oder sexuelle Orientierung beziehen.
- Einschränkung des Zugangs zu Bildung: Politische Maßnahmen, die den Zugang zu Bildung für bestimmte Gruppen zu beschränken wirken exklusionistisch. Bildung spielt eine Schlüsselrolle bei der Chancengleichheit.
- Einschränkung des Zugangs zu Ressourcen: Politische Entscheidungen, die den Zugang zu grundlegenden Ressourcen wie Gesundheitsversorgung, Wohnraum oder Arbeitsmöglichkeiten für bestimmte Gruppen einschränken.
- Propaganda und Hetze: Die Verbreitung von falschen Informationen oder die Förderung von Vorurteilen gegenüber bestimmten Gruppen mit dem Ziel der Ausgrenzung.
- Einschränkung politischer Teilnahme: Maßnahmen, die darauf abzielen, bestimmte Bevölkerungsgruppen von der politischen Teilnahme auszuschließen. Dies kann durch restriktive Wahlgesetze oder andere Barrieren geschehen.